# Kortholmen
Kortholmen är öar nära Majholmen i Nagu,  Finland. De ligger i Skärgårdshavet i Pargas stad i den ekonomiska regionen  Åboland i landskapet Egentliga Finland, i den sydvästra delen av landet. Öarna ligger omkring 1 kilometer söder om Majholmen, 9 kilometer nordost om Nagu kyrka, 26 kilometer sydväst om Åbo och omkring 160 kilometer väster om Helsingfors. Närmaste allmänna förbindelse är förbindelsebryggan vid Själö som trafikeras av M/S Falkö och M/S Östern.
Arean för den av öarna koordinaterna pekar på är 4,6 hektar och dess största längd är 390 meter i sydöst-nordvästlig riktning. Ön höjer sig omkring 5 meter över havsytan.